# Dave Leduc
Dave Leduc (ur. 13 grudnia 1991) – kanadyjsko-birmański zawodnik boksu birmańskiego. Jest sześciokrotnym mistrzem świata Lethwei, posiadaczem Złotego Pasa Lethwei w wadze open oraz walcząc wg starożytnej reguły „wygrana tylko przez K.O.” nigdy nie został pokonany.
W 2014 roku Leduc zyskał światowy rozgłos wygrywając swoją walkę w kontrowersyjnym Prison Fight, więziennym turnieju rozgrywanym w zakładzie karnym o zaostrzonym rygorze w Tajlandii.